# 鍬ノ峰
鍬ノ峰（くわのみね）は、長野県大町市にある標高1,623mの山。南峰(標高1,560m)と、 鍬ノ峰北峰(標高1,623.3m)があり、麓から見ると農機具の平鍬の刃のような山様に見える事から山名がある。日帰り登山が出来る事から北アルプス登山練習の山として登られる。別称「常盤富士」。

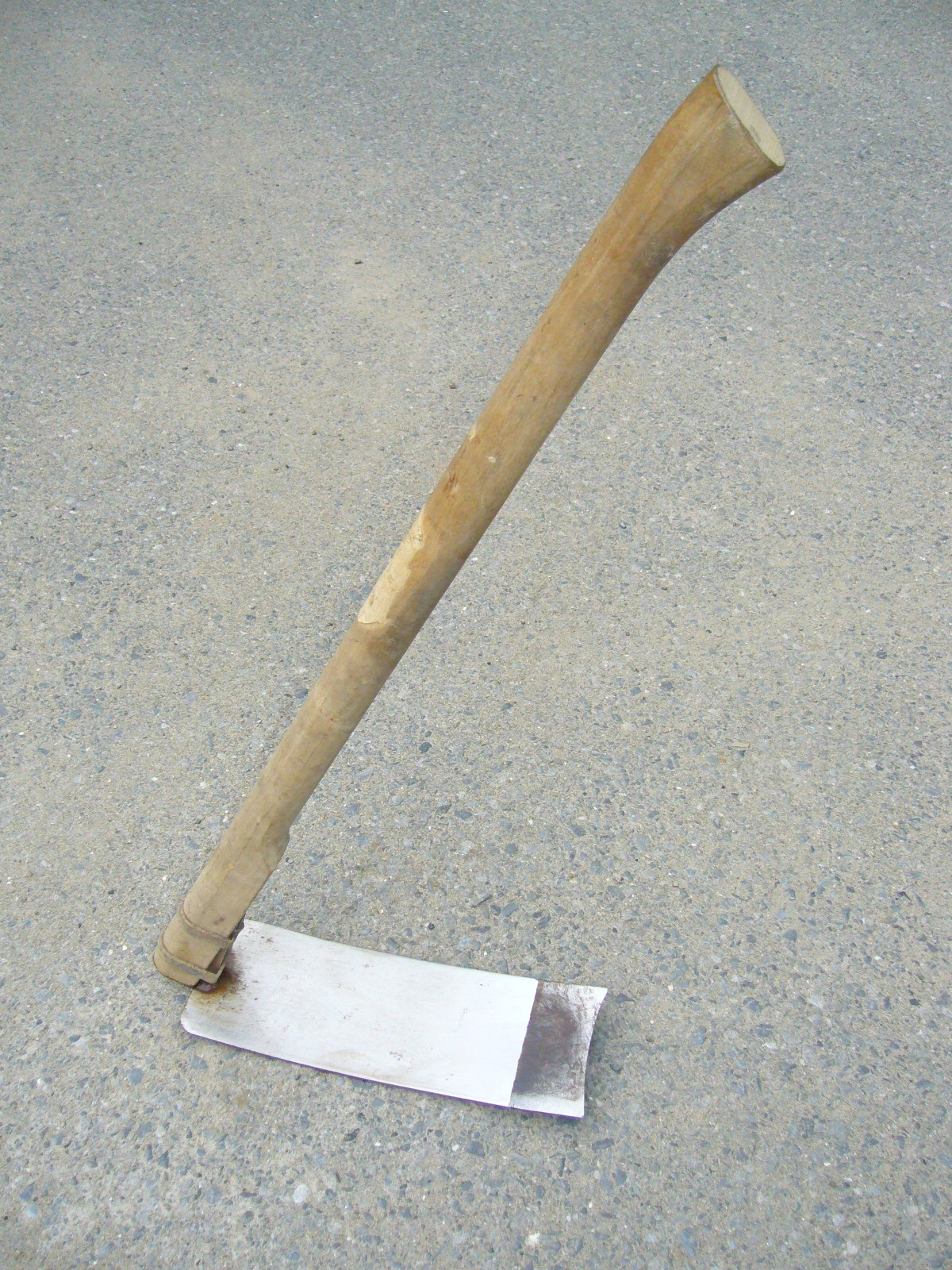
平鍬

## 三角点
- 基準点コード：TR25437567301
- 点名：鍬ノ峰
- 冠字選点番号：由 3
- 種別等級：二等三角点
- 緯度：北緯36°29′05.4283
- 経度：東経137°47′41.7271
- 標高：1,623.14m

## 登山コース
親沢・東電高圧線巡視路コース登り２時間・下山１時間
JR信濃常盤駅－清水神明原-国営アルプスあづみの公園 (松川大町エリア)--山の神-モトクロス場GAIA「旧コンググランド」-餓鬼岳登山口分岐(白沢方向)標高９９３ｍ・車駐車
-親沢方向-橋４つ-登山口（東京電力の高圧線鉄塔巡視路）鍬ノ峰登山口（ＮＯ１８鉄塔巡視路の標識）標高１１００ｍ−ＮＯ１８鉄塔ー鍬ノ峰・１６２３ｍ−Ｐ１５２６−Ｐ１２９２−-南峰-北峰（山頂）
仏崎観音寺コース(平成１３年・大町高校百周年を記念して、大町高校山岳部が開設したルート）登り４時間・下山３時間
鍬ノ峰縦走コース
餓鬼岳登山口標高９９３ｍ・車駐車ー鍬ノ峰登山口（ＮＯ１８鉄塔巡視路の標識）標高１１００ｍ−ＮＯ１８鉄塔ー鍬ノ峰・１６２３ｍ−Ｐ１５２６−Ｐ１２９２−中間点（山頂２，５Ｋｍ　仏崎２，４Ｋｍ）−仏崎観音寺登山口標高７５５ｍ−自転車＆歩きー餓鬼岳登山口
シーズン
シャクナゲ時期４月中旬〜５月末
紅葉時期１０月一杯

## 周辺の山
| 山容                   | 山名   | 標高 (m) | 三角点等級 基準点名 | 鍬ノ峰からの 方角と距離 (km) | 備考                                        |
| ---------------------- | ------ | -------- | ------------------- | ---------------------------- | ------------------------------------------- |
|                        | 有明山 | 2,268.34 | 二等 「有明山」     |                              | 郷土富士、有明山神社 日本二百名山           |
| 合戦尾根から望む餓鬼岳 | 餓鬼岳 | 2,647.19 | 二等 「餓鬼岳」     |                              | 餓鬼岳小屋、餓鬼のコブ、剣ズリ 日本二百名山 |
|                        | 大凪山 | 2,079.   |                     |                              | 北緯36度27分11秒, 東経137度45分20秒         |